# Ernesto Hoost
Ernesto Frits Hoost, né le 11 juillet 1965 à Heemskerk, est un des plus célèbres pratiquants de Muay Thai du circuit du K-1. Il est quatre fois champion en titre du K-1 World Grand Prix.
De nationalité néerlandaise et originaire du Suriname il s'entraine depuis toujours dans son club Vos Gym situé en plein cœur d'Amsterdam.
Il est surnommé Mr. Perfect, en raison de sa très grande connaissance technique des boxes pieds-poings ; il est en effet le seul boxeur à ce jour à avoir été champion du monde des quatre boxes pieds-poings les plus connues : la boxe française aussi appelée savate, le kick-boxing, le full-contact et enfin la boxe thaïlandaise.
Il fait ses débuts en 1993 au K-1 World Grand Prix où il ne lui manque qu'une victoire pour remporter le titre.

## Biographie
Le 19 décembre 1993, Hoost gagne le championnat du monde K-2, en battant par KO Chiangpuet Kiangsongrit au 4e round.
En 1995, Hoost atteint encore la finale du K-1 World Grand Prix mais perd contre Peter Aerts par décision à la fin du 4e round. Il remporte par la suite tous ses combats cette année-là.
En 1996, il perd à nouveau en finale du World Grand Prix contre Andy Hug par décision partagée à la fin du 4e round.
Il devient champion du monde de K-1 en 1997 en battant Andy Hug par décision unanime au 3e round.
En 1998, il défend son titre victorieusement pour la première fois lors du World Grand Prix tournament, mais il perd par KO dans son 2e combat contre Sam Greco.
En 1999, Hoost remporte son second titre de champion du World Grand Prix en battant Mirko Filipovic par TKO au 3e round.
Le 23 avril 2000, il bat Greco par KO. Hoost est champion du World Grand Prix en 2000 en battant Ray Sefo, et en remportant son 3e titre de champion K-1. De nombreux fans réclament alors un combat entre Hoost et Bob Sapp.
Le très attendu match contre Bob Sapp eut lieu lors du World Grand Prix de 2002, et Sapp l'emporta par KO dans le deuxième round après arrêt de l'arbitre. Ce qui n'a pas empêché Ernesto Hoost de remporter le K1 World Grand Prix en ce décembre 2002 face au Français Jérôme Le Banner, à la suite d'une blessure de ce dernier.
Hoost gagne contre Rick Roufus par KO dans la 10e reprise lors de sa dernière victoire.
Hoost, qui est bien connu aux Pays-Bas, est une vraie star au Japon. Il a notamment participé à l'émission comique Silent toshokan avec les duos Downtown et Cocorico (en), et Hōsei Yamasaki, adaptée en France sous le nom de Chut, chut, chut .
En 2014, Ernesto Hoost, a été inclus avec Helen Jurisic in Sports Hall of Fame international par le Président de la République de Croatie Ivo Josipović[évasif].

## Palmarès
- Kickboxing :

116 combats - 97 victoires - 62 KO - 18 défaites - 1 nul
- Catch professionnel :

1 combat 1 victoire

## Titres
- 1er janvier 1990 : I.K.B.F. World Light Heavyweight Champion
- 1er janvier 1990 : I.S.K.A. World Light Heavyweight Champion
- 1er décembre 1993 : K-2 GRAND PRIX 93 Champion
- 7 décembre 1997 : K-1 WORLD GP 97 Champion
- 7 décembre 1999 : K-1 WORLD GP 99 Champion
- 7 décembre 2000 : K-1 WORLD GP 2000 Champion
- 7 décembre 2002 : K-1 WORLD GP 2002 Champion

Champion du Monde en Savate Boxe Française
Champion du Monde Full Contact en battant par Ko la légende Rick Roufus
Champion du Monde de Boxe Thai et Kick Boxing.